# Jan III van Harcourt
Jan III van Harcourt bijgenaamd de Onrechtvaardige of de Lamme (circa 1265 - 9 november 1329) was van 1302 tot aan zijn dood graaf van Harcourt en baron van Elbeuf. Hij behoorde tot het huis Harcourt.

## Levensloop
Jan III was de zoon van heer Jan II van Harcourt en burggravin Johanna van Châtellerault. Na de dood van zijn vader in 1302 werd hij graaf van Harcourt en baron van Elbeuf.
Hij huwde in 1302 met Alix van Brabant (overleden in 1315), dochter en rijke erfgename van Godfried van Brabant, heer van Aarschot. Door het huwelijk kwam Jan onder meer in het bezit van het kasteel van La Ferté-Imbault.
In november 1329 stierf Jan III van Harcourt. Hij werd bijgezet in de priorij van Notre-Dame du Parc, nabij het kasteel van Harcourt.

## Nakomelingen
Jan III en Alix van Brabant kregen volgende kinderen:
- Jan IV (1290-1346), graaf van Harcourt
- Lodewijk (overleden in 1326), burggraaf van Saint-Paul en heer van Montgommery
- Godfried (overleden in 1356), burggraaf van Saint-Sauveur
- Maria, huwde met baron Jean II de Clère
- Isabella, huwde met Jan II van Brienne, burggraaf van Beaumont
- Alix, huwde met heer André II van Chauvigny
- Blanche, huwde met Hugues Quiéret, heer van Tours-en-Vimeu